# Flusslandschaft Donauwiesen
Koordinaten: 48° 11′ 9″ N, 9° 30′ 13″ O

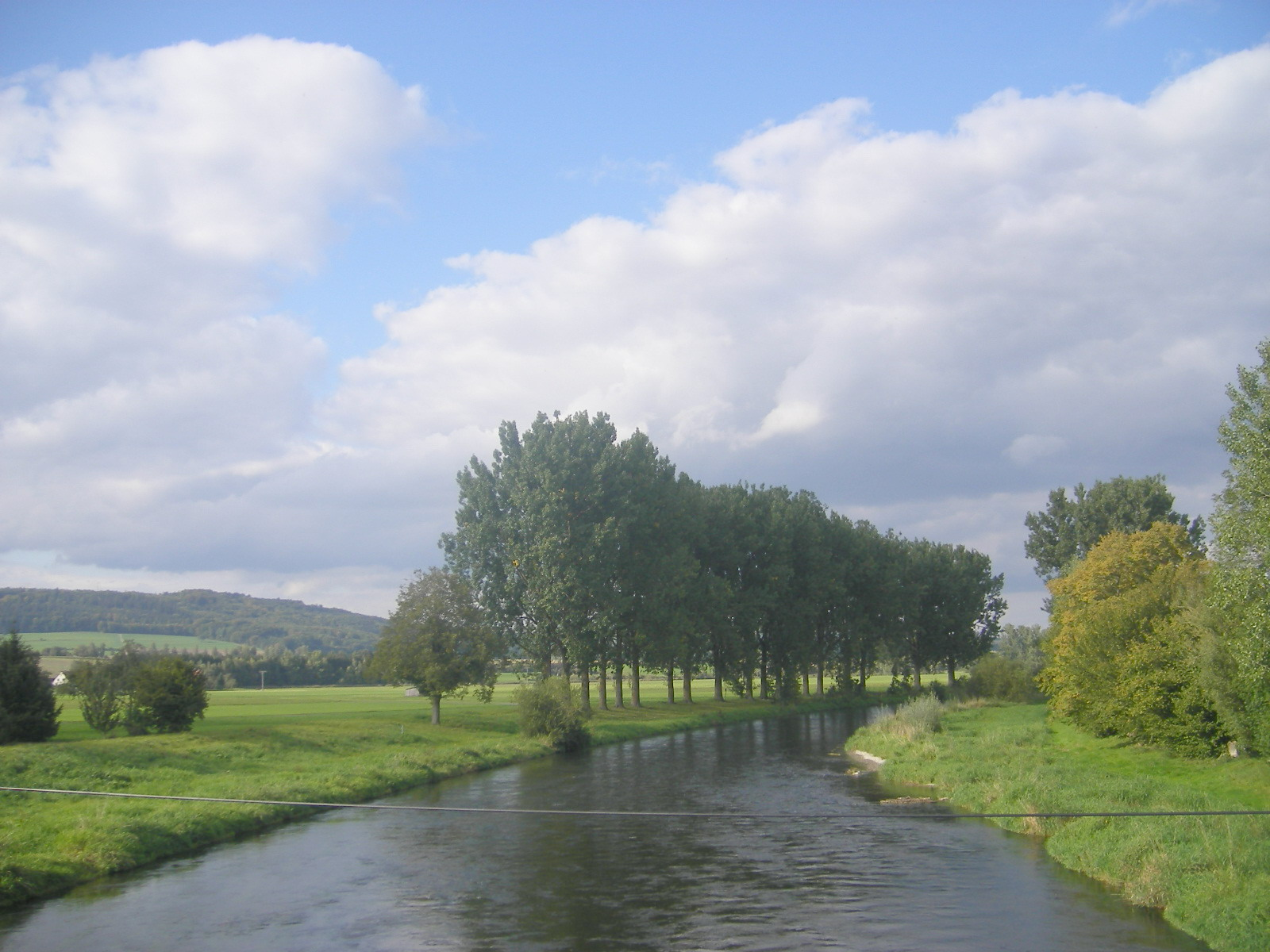
Naturschutzgebiet Flusslandschaft Donauwiesen

Das Naturschutzgebiet Flusslandschaft Donauwiesen liegt entlang der Donau auf dem Gebiet des Landkreises Biberach in Baden-Württemberg.
Es erstreckt sich auf dem Gebiet der Stadt Riedlingen und der Gemeinde Unlingen zwischen Zwiefaltendorf im Norden und der Kernstadt Riedlingen im Süden. Östlich verläuft die B 311, südlich und westlich ist es die B 312.

## Bedeutung
Das 556,8 ha große Gebiet mit der Kenn-Nummer 4.189 ist seit dem 10. Mai 1991 als Naturschutzgebiet ausgewiesen. Es handelt sich um eine kulturell geprägte Auewiesenlandschaft mit weitgehend natürlichen Altarmen und Uferbereichen, die ökologisch aufgewertet werden soll. Bestandteil sind seltene Lebensgemeinschaften der Flussauen und bewaldete Prallhänge der Donau.